# Jelena Slesarenko
Jelena Vladimirovna Slesarenko (ryska: Елена Владимировна Слесаренко), född den 28 februari 1982 i Volgograd, Ryska SSR, Sovjetunionen är en  rysk friidrottare som tävlar i höjdhopp. 
Slesarenkos stora genombrott kom under 2004 då hon började med att bli världsmästare inomhus när hon klarade 2,04 vid VM i Budapest. Utomhus samma år blev hon olympisk mästare vid Olympiska sommarspelen 2004 i Aten när hon klarade 2,06. Efter att ha säkrat det olympiska guldet försökte hon tre gånger på världsrekordhöjden 2,10 utan att klara. 
Under säsongen 2005 drabbades Slesarenko av skador och missade VM i Helsingfors. 
Under 2006 försvarade hon sitt VM-guld inomhus när hon klarade 2,02 vid tävlingarna i Moskva. Vid Europamästerskapen i Göteborg 2006 blev Slesarenko bara femma efter att ha misslyckats med att klara 2 meter. Hon deltog även vid VM 2007 i Osaka där hon klarade 2,00 vilket trots detta bara räckte till en fjärde plats. 
Under 2008 blev hon tvåa vid VM inomhus i Valencia efter Blanka Vlašić. Utomhus deltog hon vid Olympiska sommarspelen 2008 i Peking där hon klarade 2,01. Trots det fick hon se sig slagen av Tia Hellebaut, Vlašić och Anna Tjitjerova i den rekordjämna finalen.

## Personliga rekord
- 2,06 utomhus
- 2,04 inomhus